# Arthur R. von Hippel
Arthur Robert von Hippel (* 19. November 1898 in Rostock; † 31. Dezember 2003 in Newton, Massachusetts) war ein deutsch-amerikanischer Materialwissenschaftler und Physiker.
Der Ophthalmologe Eugen von Hippel ist ein Onkel von Arthur von Hippel.

## Herkunft
Arthur Robert von Hippels Eltern waren der deutsche Strafrechtswissenschaftler Robert von Hippel (1866–1951) und dessen erste Ehefrau Emma Bremer (1871–1925). Sein Bruder Ernst (1895–1984) wurde Professor der Rechte in Köln, Fritz (1897–1991) wurde Professor der Rechte in Freiburg im Breisgau, seine Schwester Olga (1903–1987) war Leiterin der Auguste-Förster-Stiftung.

## Leben
Hippel studierte Physik an der Universität Göttingen. Zusammen mit seinem Bruder Fritz gründete er dort Anfang der 1920er Jahre die Akademische Gilde Göttingen. Er entwickelte in seiner Dissertation ein (patentiertes) Thermomikrofon und wurde 1924 promoviert. Er war 1924–1927 Assistent und 1928–1929 Privatdozent bei Max Wien an der Universität Jena. Dort konstruierte er eine Quecksilberdampflampe, die sog. Hippel-Lampe, die von der Firma SCHOTT Jena bis 1991 produziert wurde. Nachdem seine Frau Marianne, geb. von Ritter, in Jena einer Grippe-Epidemie erlegen war, heiratete er 1930 Dagmar, die Tochter von James Franck. Er blieb als Privatdozent am Physikalischen Institut der Universität Göttingen bis 1933.
1933 emigrierte er aus Deutschland. Ab 1934 arbeitete er an der Universität Istanbul, dann ein Jahr bei Niels Bohr in Kopenhagen. 1936 erhielt er auf Einladung von Karl Taylor Compton eine Stelle als Assistenzprofessor am Massachusetts Institute of Technology (MIT). 1939 wurde er Fellow der American Physical Society.
1940 gründete er das Laboratory for Insulation Research. Dieses Labor war zusammen mit dem Radiation Laboratory an der Radar-Forschung während des Zweiten Weltkrieges beteiligt. Hierfür wurde er 1948 von Harry Truman mit dem President’s Certificate of Merit ausgezeichnet.
Hippel entdeckte die ferroelektrischen und piezoelektrischen Eigenschaften von Bariumtitanat (BaTiO3).
Die Materials Research Society vergibt ihm zu Ehren jährlich den Von Hippel Award für Materialwissenschaft.
Sein Sohn Eric von Hippel ist Ökonom am MIT, Peter von Hippel ist Molekularbiologe an der University of Oregon, und Frank von Hippel ist Professor of Public and International Affairs an der Princeton University (1993–1994 Sicherheitsberater unter Präsident Clinton).

## Mitgliedschaft
1944 wurde von Hippel in die American Academy of Arts and Sciences gewählt.

## Werke
- Molecular Science and Molecular Engineering (1959)
- Dielectrics and Waves (1954)
- Dielectric Materials and Applications (1954)
- Life in Times of Turbulent Transitions - the Autobiography of Arthur Robert von Hippel (1988)